# بوب براون (مدرب كرة القاعدة)
بوب براون (بالإنجليزية: Bob Brown)‏ هو مدرب كرة القاعدة ‏ أمريكي، ولد في 5 يوليو 1876 في سكرانتون في الولايات المتحدة، وتوفي في 23 يونيو 1962 في فانكوفر في كندا.